# イーストハートフォード (コネチカット州)
イーストハートフォード（英: East Hartford）は、アメリカ合衆国コネチカット州のハートフォード郡にある町。人口は5万1045人（2020年）。州都ハートフォードの南東に位置している。1783年にハートフォードから分離し、法人化された。

## 歴史
コネチカット・バレーの存在が1631年にヨーロッパ人に知られるようになったとき、川の部族と呼ばれた人々が住んでいた。グレート川とその支流沿いには、インディアンの多くの小さな部族が住んでいた。これら部族の中で、ポダンク族が、現在イーストハートフォードとサウスウィンザーの町がある地域を占めており、推計によって数字は大きく異なるが60人から200人の戦士が居た。彼らはワギナカットとアラマメットという2人の酋長によって治められ、グレート川の対岸、現在のウィンザー町に住んでいたインディアンと何らかの形でつながりがあった。ホッカナム川より北の地域は概してポダンクと呼ばれ、川の南がホッカナムと呼ばれたが、それらは確かなものではなく、グレート川に沿った草地の全てをホッカナムと呼ぶこともあった。
1659年、トマス・バーナム（1617年-1688年）が、ポダンク族インディアンの大酋長タンティノモから、現在サウスウィンザーとイーストハートフォードの町となっている土地を購入した。バーナムはその土地に住み、後に9人の子供たちに遺した。ハートフォードの町はかつて、イーストハートフォード、マンチェスター、ボルトン、バーノン、ウエストハートフォードの各町となった土地を含んでいた。1783年イーストハートフォードが分離して、別の町となった。そのときの領域にはマンチェスターが入っていたが、1823年に分離した。

## 地理
イーストハートフォードの町はコネチカット川の東岸にあり、ハートフォード市の対岸である。町内にはバーンサイドとホッカナムの地区がある。アメリカ合衆国国勢調査局に拠れば、町域全面積は18.7平方マイル (48.5km2)であり、このうち陸地18.0平方マイル (46.6 km2)、水域は0.73平方マイル (1.9 km2)で水域率は3.93%である。

### 地区
イーストハートフォードには多様な地区がある。町の北東部と南東部は郊外部であり、隣接するサウスウィンザーやグラストンベリーの町に似ている。住人は中流階級が多い。対照的に町の古く都市化された地域は中流以下の収入である。これら地区は、南西部のホッカナム、中央部のバーンサイド・アベニュー、「ザ・レーン」と呼ばれるシルバーレーン、メイベリービレッジである。これらは快適であるが、犯罪も多い。

## 人口動態
以下は2000年国勢調査による人口統計データである。
| 基礎データ - 人口: 49,575 人 - 世帯数: 20,206 世帯 - 家族数: 12,830 家族 - 人口密度: 1,062.2人/km2（2,750.5 人/mi2） - 住居数: 21,273 軒 - 住居密度: 455.8軒/km2（1,180.2 軒/mi2） 人種別人口構成 - 白人: 64.69% - アフリカン・アメリカン: 18.83% - ネイティブ・アメリカン: 0.34% - アジア人: 4.01% - 太平洋諸島系: 0.04% - その他の人種: 8.74% - 混血: 3.35% - ヒスパニック・ラテン系: 15.23% 年齢別人口構成 - 18歳未満: 24.1% - 18-24歳: 7.8% - 25-44歳: 30.2% - 45-64歳: 22.3% - 65歳以上: 15.6% - 年齢の中央値: 37歳 - 性比（女性100人あたり男性の人口） - 総人口: 91.4 - 18歳以上: 87.8 | 世帯と家族（対世帯数） - 18歳未満の子供がいる: 29.2% - 結婚・同居している夫婦: 41.5% - 未婚・離婚・死別女性が世帯主: 17.4% - 非家族世帯: 36.5% - 単身世帯: 30.2% - 65歳以上の老人1人暮らし: 11.3% - 平均構成人数 - 世帯: 2.42人 - 家族: 3.01人 収入と家計 - 収入の中央値 - 世帯: 41,424米ドル - 家族: 50,540米ドル - 性別 - 男性: 36,823米ドル - 女性: 29,860米ドル - 人口1人あたり収入: 21,763米ドル - 貧困線以下 - 対人口: 10.3% - 対家族数: 8.1% - 18歳未満: 15.5% - 65歳以上: 7.3% |

## 政治
| 2007年10月30日時点の時点での登録有権者と政党支持の構成 | 2007年10月30日時点の時点での登録有権者と政党支持の構成 | 2007年10月30日時点の時点での登録有権者と政党支持の構成 | 2007年10月30日時点の時点での登録有権者と政党支持の構成 | 2007年10月30日時点の時点での登録有権者と政党支持の構成 | 2007年10月30日時点の時点での登録有権者と政党支持の構成 |
| 政党                                                   | 活性有権者                                             | 非活性有権者                                           | 有権者合計                                             | 構成比                                                 |                                                        |
| ------------------------------------------------------ | ------------------------------------------------------ | ------------------------------------------------------ | ------------------------------------------------------ | ------------------------------------------------------ | ------------------------------------------------------ |
| 民主党                                                 | 11,321                                                 | 1,088                                                  | 12,409                                                 | 45.82%                                                 |                                                        |
| 共和党                                                 | 2,820                                                  | 305                                                    | 3,125                                                  | 11.54%                                                 |                                                        |
| 無党派                                                 | 10,087                                                 | 1,420                                                  | 11,507                                                 | 42.48%                                                 |                                                        |
| 少数政党                                               | 38                                                     | 6                                                      | 44                                                     | 0.16%                                                  |                                                        |
| 合計                                                   | 24,266                                                 | 2,819                                                  | 27,085                                                 | 100%                                                   |                                                        |

## 経済
イーストハートフォードには、コングロマリットのユナイテッド・テクノロジーズ傘下にあるプラット・アンド・ホイットニーが本社を置いている。その製造工場はイーストハートフォードの土地のかなりの部分を占めており、その最盛期には1万人を雇用していたが、現在は7,621人となっている。町内のメインストリートにはコカ・コーラの瓶詰工場もある。町内に工業団地や郊外のオフィスパークも点在し、2000年代初期、都市計画者が戦略的に地域スタジアムのレントシュラー・スタジアム（2003年9月完工）を置き、プラット・アンド・ホイットニーが以前に持っていた飛行場、レントシュラー飛行場の跡地に狩猟やキャンプに重点を置く百貨店のカベラズが入った。

### 主要雇用主
イーストハートフォード町の2013年包括的財務報告書に拠れば、町内の主要雇用主は次の通りである。
| 順位 | 雇用主                                                     | 従業員数 |
| ---- | ---------------------------------------------------------- | -------- |
| 1    | プラット・アンド・ホイットニー                             | 9,000    |
| 2    | イーストハートフォード町                                   | 1,698    |
| 3    | グッドウィン・カレッジ                                     | 720      |
| 4    | コカ・コーラ・リフレッシュメント                           | 600      |
| 5    | バンク・オブ・アメリカ                                     | 550      |
| 6    | ユナイテッド・テクノロジーズ研究センター                   | 515      |
| 7    | リバーサイド・ヘルス・アンド・リハビリテーション・センター | 438      |
| 8    | コネチカット州企業システム・技術局                         | 397      |
| 9    | カベラズ                                                   | 326      |
| 10   | CSC フィナンシャル・サービス                               | 297      |
| 11   | コネチカット天然ガス                                       | 263      |
| 12   | レッド・スレッド                                           | 175      |
| 13   | コネチカット州司法府                                       | 130      |
| 14   | USスチール                                                 | 127      |
| 15   | クリアウォーター・ペーパー                                 | 98       |

## 教育
- コネチカット川アカデミー
- グッドウィン・カレッジ

## 見どころ

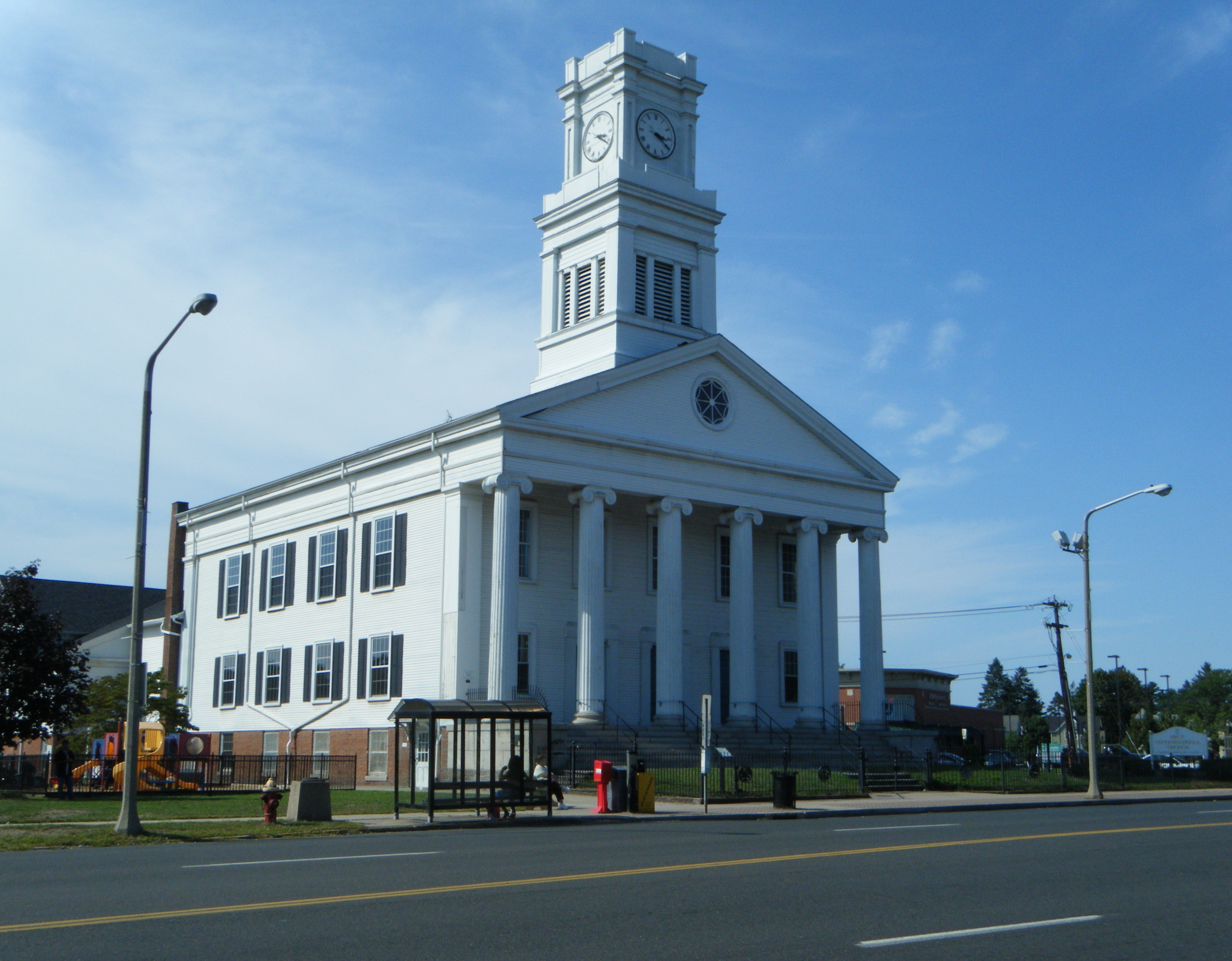
第一会衆派教会

コネチカット川の直ぐ東、イーストリバー・ドライブとコネチカット大通りの地域には広大な開発地があり、自動車ディーラー、医院、小型小売業開発地などがある。グッドウィン・カレッジがリバーサイド・ドライブ沿いに大型のキャンパスを建設し始めた。学生の住居のために住宅開発も行っている。
イーストハートフォードとマンチェスターにあるウィッカム公園には、東洋庭園、噴水、開放草原、林、池、ピクニック場、ソフトボール場、鳥かごがある。公園の西側はイーストハートフォードの景観が良いところであり、コネチカット川越しにハートフォード市のスカイラインが見渡せ、結婚式場としても人気がある。冬はそり遊びのできる丘にも人気がある。
レントシュラー・フィールド・スタジアムは、コネチカット大学のアメリカンフットボールチームであるハスキーズやユナイテッド・フットボールリーグのハートフォード・コロニアルズが本拠地にしている。このスタジアムはローリング・ストーンズなどアーティストのコンサートにも使われている。

## 著名な出身者
- サミュエル・コルト、コルト火器製造会社の設立者
- フレデリック・ロー・オルムステッド、都市と郊外の計画家、造園家、ニューヨーク市の多くの公園やスタンフォード大学キャンパスの計画で著名、若い時にハートフォードにあった家と、イーストハートフォードにあった父の子供時代の家で生活し、勉強した
- ダイアン・ヴェノーラ、女優